# Младен Шекуларац
Младен Шекуларац (рођен 29. јануара 1981. у Бару) је бивши црногорски кошаркаш. Играо је на позицији крила. Тренутно се бави тренерским послом.

## Биографија
Шекуларац је као врло млад дебитовао у сениорској кошарци играјући за Морнар и Приморку из родног Бара. Године 1997. долази у ФМП Железник. Са пантерима је провео наредних пет сезона и постао један од најбољих играча ЈУБА лиге. Био је сматран за великог талента па су његове игре приметили и НБА клубови. Одабран је као 55. пик од стране Далас маверикса на НБА драфту 2002. године. Ипак није заиграо у НБА већ је потписао за тада славни Виртус из Болоње. Међутим клуб је запао у велике финансијске проблеме па је пребачен у трећи ранг такмичења.
Након тога се Шекуларац вратио у СЦГ и потписао за Будућност. Са њима је провео сезону и по а онда накратко играо и у Грчкој за Аполон. Следе неколико добрих сезона у Белгији где је наступао три сезоне за Антверп џајантсе и једну сезону за Спиру Шарлроа. Током 2010. је наступао за Игокеу.
Након неколико година паузе, Шекуларац се поново активирао 2014. године и заиграо за Златибор из Чајетине, члана Прве Регионалне лиге Запад. Са њима се пласирао у Другу лигу и тако помогао клубу да дође до највећег успеха у историји.
У мају 2015. се опрашта од активног играња и почиње тренерску каријеру ту где је и завршио - у екипи Златибора. Ипак поднео је оставку на место првог тренера већ у новембру исте године. Наредног месеца постаје тренер ужичке Слободе, где се задржава до децембра 2016. године.
Ожењен је Сандром Тороман, ћерком кошаркашког тренера Рајка Торомана. Заједно имају једног сина, Ђорђа, који је такође кошаркаш.

## Успеси

### Клупски
- Антверп џајантс:
  - Куп Белгије (1): 2007.

### Појединачни
- Учесник Ол-стар утакмице Првенства СР Југославије (4): 1999, 2000, 2001, 2002.

### Репрезентативни
- Европско првенство до 16 година:  1997.
- Универзијада:  1999.